# Likud
Likud (hebrejsky הליכוד‎ ha-Likud, doslova toto slovo znamená „konsolidace“, ale je to zkratka sousloví „liberální národní hnutí“) je pravicová izraelská politická strana. Byla založena v roce 1973 jako aliance několika pravicových a liberálních stran. Vítězství Likudu v parlamentních volbách do Knesetu v roce 1977 byl největší zvrat v politické historii Izraele a bylo to rovněž poprvé, kdy v tomto státě zvítězila pravicová politická strana. Strana následně stála v čele izraelských vlád až do roku 1992, a poté přerušovaně v letech 1996 až 1999 a 2001 až 2006. V roce 2005 se rozštěpila, když ji opustil její tehdejší předseda Ariel Šaron a založil novou stranu Kadima, s níž vyhrál následující volby v roce 2006. Od roku 2009 stál Likud pod vedením Benjamina Netanjahua v čele izraelských vlád. V parlamentních volbách v roce 2019 těsně zvítězila z hlediska počtu hlasů, což jí ve výsledném přepočtu přineslo 35 poslaneckých mandátů, stejně jako druhé nejsilnější straně Kachol lavan.

## Historie

### Založení a vláda Menachema Begina
Likud byl založen 11. září 1973 sloučením několika pravicových stran před volbami do Knesetu téhož roku. Likud fungoval jako koalice, kterou vedl Menachem Begin, ze strany Cherut, až do roku 1988, kdy se jednotlivé frakce rozpustily a sloučily se v jednu politickou stranu. Od svého založení v roce 1973, se Likud těšil široké podpoře sefardských pracujících, kteří se za vlády levicové koalice Ma'arach cítili být diskriminováni.
Prvním premiérem za stranu Likud byl Menachem Begin, který stranu vedl k vítězství ve volbách v roce 1977, což bylo vůbec poprvé v izraelských politických dějinách, co levice ztratila sílu. Bývalý vůdce organizace Irgun pomohl iniciovat mírový proces s Egyptem, který vedl v roce 1979 k uzavření Egyptsko-izraelské mírové smlouvy.

### Jicchak Šamir, první období Benjamina Netanjahu a Ariel Šaron
Druhým premiérem za Likud byl Jicchak Šamir, který se poprvé stal premiérem v říjnu 1983 po Beginově rezignaci. Šamir, který byl bývalým vůdcem podzemní organizace Lechi, byl silným izraelským vůdcem, sledující ještě tvrdší linii než Begin. Za jeho vlády byli přivedeni do Izraele Židé z Ruska a Etiopie a na Západním břehu a v Pásmu Gazy se rozrůstaly židovské osady.
Třetím premiérem za Likud byl Benjamin Netanjahu, který byl zvolen v květnu 1996 po zavraždění Jicchaka Rabina. Netanjahu se ukázal jako mnohem méně ideologický než Begin a nezvládl odolat nátlaku Spojených států tak, jako to dokázal neústupný Šamir. Přestože byl kritický k Mírovým dohodám z Osla a jeho vláda byla více „jestřábí“ než levicové vlády jeho rivalů ze Strany práce – Rabina a Perese, byl to právě Netanjahu, kdo vyjednával s Jásirem Arafatem.
Čtvrtým premiérem za Likud byl Ariel Šaron, který byl zvolen v březnu 2001 a 21. listopadu 2005 rezignoval na funkce v Likudu a post premiéra. Šaron sloužil jako ministr obrany během První libanonské války a byl shledán Kahanovou komisí jako nepřímo odpovědný za masakr v Sabře a Šatíle. Po zveřejnění zprávy Kahanovy komise byl nucen odejít z postu ministra obrany, ale i nadále zůstal v Beginově vládě.
V roce 1998 vystoupilo mnoho členů z Likudu ze strany, na protest proti postoupení území Palestincům v rámci Memoranda od Wye River, které uzavřel Benjamin Netanjahu. Tito členové byli vedeni Benny Beginem (synem Menachema Begina), Michaelem Kleinerem a Davidem Re'emem a založili novou stranu, Cherut - Národní hnutí. Ta získala podporu i od bývalého premiéra Jicchaka Šamira, který neskrýval své zklamání nad Netanjahuovým vedením.
Poté, co v roce 2001 propukla Druhá intifáda, Ehud Barak prohrál přímé volby premiéra s Arielem Šaronem. V roce 2003 pak Likud zdvojnásobil svůj volební zisk, kdy získal 40 poslaneckých křesel (ze 120), silová ministerstva ve vládě, zastoupení ve veřejných institucích a státní správě.
Šaronova vláda byla ve velké míře ovlivněna Druhou intifádou a on sám se následně odklonil od tradičních hodnot strany Likud a jejího spojení s osadnickým hnutím, když v létě 2005 nechal vytrhnout tisíce židovských osadníků z jejich domovů v Pásmu Gazy a severním Západním břehu, v rámci stažení se těchto území.

### Odtržení Kadimy
Ariel Šaron se tímto posunul do politického středu. Uskutečněním jednostranného stažení se z Pásma Gazy si znepřátelil některé členy Likudu. Musel se postavit mnoha závažným zpochybněním jeho autority, krátce předtím než ze strany odešel. První nastala v březnu 2005, kdy on a Netanjahu navrhli rozpočet, který se setkal s protesty opozice, avšak nakonec byl schválen. Druhá nastala v září 2005, kdy Šaronovi kritici v Likudu hlasovali o předčasných volbách předsedy strany a hlasování dopadlo velmi těsně – 52 % proti volbám, 48 % pro volby. V říjnu se Šaronovi oponenti ve straně sjednotili a zablokovali jmenování dvou jeho spolupracovníků do vlády. Tím demonstrovali, že Šaron ztratil svoji pozici v Knesetu a bylo nepravděpodobné, že bude schválen rozpočet na rok 2006.
Příští měsíc, Strana práce ohlásila odchod z Šaronovy koalice poté, co ve straně zvítězilo levicové křídlo vedené Amirem Perecem. 21. listopadu 2005, Šaron oznámil svůj odchod z Likudu, založení nové centristické strany Kadima a zároveň oznámil termín předčasných voleb začátkem roku 2006. 21. listopadu se zároveň sedm kandidátů začalo ucházet o uvolněný post předsedy Likudu. Byli mezi nimi: Bibi Netanjahu, Uzi Landau, Šaul Mofaz, Jisrael Katz, Silvan Šalom a Moše Feiglin. Landau a Mofaz později svou kandidaturu stáhli, aby podpořili Netanjahua a později vstoupili do strany Kadima.

### Druhé období Netanjahu
V prosincových volbách na předsedu Likudu získal Netanjahu 44,4 % hlasů. Na druhém místě se s 33 % umístil Šalom.
Založení Kadimy bylo hlavní výzvou pro tradiční politiku dvou hlavních politických stran (Likudu a Strany práce). Šaron si uvědomoval, že centristická politika má značnou podporu veřejnosti, jak bylo patrné z výsledků průzkumů veřejného mínění. V průzkumech veřejného mínění naopak výrazně ztrácel Likud, který se postavil proti jednostrannému stažení se z Gazy. Po založení Kadimy také došlo k tomu, že Likud začal být více viděn jako čistě pravicová strana, než jako strana středopravá. Nicméně i tak existuje v Knesetu několik stran, které jsou ještě více pravicové než Likud po odstoupení Ariela Šarona.
Ve volbách do 17. Knesetu, vinou odštěpení Kadimy, strana Likud velmi propadla. Na úkor Likudu získávaly hlasy i jiné pravicové strany, jako např. Jisra'el bejtenu a Likud se tak nakonec umístil až na čtvrtém místě, přičemž Jisrael bejtenu porazil o pouhých 116 hlasů. S celkovým počtem 12 křesel v Knesetu se dělí se stranou Šas o pozici třetí největší strany v Knesetu.
Po vítězných volbách v roce 2009 stal se Likud hlavní politickou silou země i nového kabinetu, jemuž Netanjahu předsedá.
| „                                 | Jeruzalém musí zůstat pod izraelskou svrchovaností, jak z důvodů bezpečnostních tak národních. Jakékoliv území postoupené Palestincům se stane základnou terorismu, odkud budou odpalovat rakety na zbytek města. | “ |
| — Prohlášení strany ze 4. 9. 2008 | |   |

## Vůdci strany
- Menachem Begin 1973–1983
- Jicchak Šamir 1983–1993
- Benjamin Netanjahu 1993–1999
- Ariel Šaron 1999–2005
- Benjamin Netanjahu od 2005

## Volební výsledky
| Volby        | Lídr               | Počet hlasů | Hlasy % | Mandátů | Změna |
| ------------ | ------------------ | ----------- | ------- | ------- | ----- |
| 1973         | Menachem Begin     | 473 309     | 30,2    | 39/120  | ▲ 7   |
| 1977         | Menachem Begin     | 583 968     | 33,4    | 43/120  | ▲ 4   |
| 1981         | Menachem Begin     | 718 941     | 37,1    | 48/120  | ▲ 3   |
| 1984         | Jicchak Šamir      | 661 302     | 31,9    | 41/120  | ▼ 7   |
| 1988         | Jicchak Šamir      | 709 305     | 31,1    | 40/120  | ▼ 1   |
| 1992         | Jicchak Šamir      | 651 229     | 24,9    | 32/120  | ▼ 8   |
| 1996         | Benjamin Netanjahu | 767 401     | 25,1    | 22/120  | ▼ 10  |
| 1999         | Benjamin Netanjahu | 468 103     | 14,1    | 19/120  | ▼ 3   |
| 2003         | Ariel Šaron        | 925 279     | 29,4    | 38/120  | ▲ 19  |
| 2006         | Benjamin Netanjahu | 281 996     | 9       | 12/120  | ▼ 26  |
| 2009         | Benjamin Netanjahu | 729 054     | 21,6    | 27/120  | ▲ 15  |
| 2013         | Benjamin Netanjahu | 884 631     | 23,3    | 20/120  | ▼ 7   |
| 2015         | Benjamin Netanjahu | 984 966     | 23,4    | 30/120  | ▲ 10  |
| 2019 (duben) | Benjamin Netanjahu | 1 138 772   | 26,5    | 35/120  | ▲ 5   |
| 2019 (září)  | Benjamin Netanjahu | 1 113 617   | 25,1    | 32/120  | ▼ 3   |
| 2020         | Benjamin Netanjahu | 1 349 171   | 29,5    | 36/120  | ▲ 4   |
| 2021         | Benjamin Netanjahu | 1 066 892   | 24,2    | 30/120  | ▼ 6   |
| 2022         | Benjamin Netanjahu | 1 115 049   | 23,4    | 32/120  | ▲ 2   |